# Pristimantis corniger
Espèce
Synonymes
- Eleutherodactylus corniger Lynch & Suárez-Mayorga, 2003

Statut de conservation UICN

 EN  : En danger
Pristimantis corniger est une espèce d'amphibiens de la famille des Craugastoridae.

## Répartition
Cette espèce est endémique de la cordillère Orientale en Colombie. Elle se rencontre dans les départements de Huila et de Caquetá au-dessus de 2 000 m d'altitude.

## Description
Les mâles mesurent de 22,1 à 28,1 mm et les femelles de 29,4 à 38,1 mm.

## Publication originale
- Lynch & Suárez-Mayorga, 2003 : Two additional new species of Eleutherodactylus (Leptodactylidae) from southwestern Colombia. Revista de la Academia Colombiana de Ciencias Exactas Fisicas y Naturales, vol. 27, no 105, p. 607-612 (texte intégral).